# Мариљано
Мариљано (итал. Marigliano) је насеље у Италији у округу Напуљ, региону Кампанија.
Према процени из 2011. у насељу је живело 29901 становника. Насеље се налази на надморској висини од 33 м.

## Становништво
| 1931.  | 1936.  | 1951.  | 1961.  | 1971.  | 1981.  | 1991.  | 2001.  | 2011.  |
| ------ | ------ | ------ | ------ | ------ | ------ | ------ | ------ | ------ |
| 14.194 | 15.444 | 18.538 | 19.412 | 21.138 | 25.163 | 28.517 | 30.083 | 30.247 |